# 멕시코 제1제국
멕시코 제1제국(Primer Imperio Mexicano)은 1821년에서 1823년까지의 멕시코를 가리키는 명칭이다. 멕시코 제1제국의 영토는 누에바에스파냐 부왕령의 아메리카 영토 및 과테말라 총독부의 영토를 계승했다.

## 역사
1810년 벌어진 멕시코 독립전쟁의 지도자 중 한 명이었던 아구스틴 데 이투르비데가 1822년 성립시키고 스스로 왕위에 올라 멕시코 제1제국을 선포하였으나, 자신의 편을 바꾸는데 아무런 망설임도 없던 안토니오 로페스 데 산타 안나가 공화주의로 편을 바꾸었고 표면적으로 이트루비데에게 충성하던 산타 안나 등이 배신하였고 이로 인하여 이투르비데는 권좌에서 물러나고 멕시코 제1제국이 무너졌으며 중앙 아메리카 지역을 상실 하였다. 그후 멕시코 제1공화국이 성립되었고 황제였던 이투르비데는 1824년 입국을 시도하다 총살당하였다.

## 같이 보기
- 멕시코
- 멕시코 제2제국
- 멕시코 제1공화국